# 新锐叶石松
新锐叶石松（学名：Lycopodium neopungens），为石松科石松属下的一个植物种。